# ستيفان ر. بورنشتاين
ستيفان ر. بورنشتاين (بالألمانية: Stefan R. Bornstein)‏ هو طبيب ألماني، ولد في 5 نوفمبر 1961 في أوبرستدورف في ألمانيا.